# TV Assembleia (Minas Gerais)
TV Assembleia de Minas Gerais é um canal de televisão brasileiro com sede em Belo Horizonte, Minas Gerais. Foi criada após a publicação da Lei 8.977/95, que regulamenta o serviço de TV a cabo no Brasil, e entrou no ar no dia 30 de novembro de 1995. Em 1998, a emissora chegou ao satélite Brasilsat B3, o que lhe permitiu alcançar todas as regiões do Estado.
Basicamente, é uma emissora destinada a permitir que os cidadãos possam acompanhar o trabalho dos parlamentares da Assembleia Legislativa do Estado de Minas Gerais, seja nas Comissões, seja em Plenário.
Desde que foi criada, diversificou bastante a sua programação e hoje tem cinco programas de estúdio (Assembleia Debate, Panorama, Sala de Imprensa, Mundo Político, Via Justiça), um telejornal (Repórter Assembleia) e uma coleção de depoimentos biográficos (Memória & Poder).
A Resolução 5.305, de 22 de junho de 2007, criou formalmente a Diretoria de Rádio e Televisão, desvinculada da Diretoria de Comunicação da Assembleia Legislativa, fato representativo de uma nova fase na história da emissora, em que fica mais caracterizada como um veículo do que como um serviço de assessoria de imprensa.

## História
Em 1995 entra no ar a TV Assembleia de Minas Gerais, que seria o primeiro canal legislativo do país. Começa operando através do canal 40 da TV a cabo da NET em Belo Horizonte, no qual, atualmente a sua programação é veiculada na capital mineira pelo canal 11 e na TV aberta pelo canal 35 UHF analógico e 61 UHF digital. No começo sua programação era de pequena duração, cerca de 2h30min., e consistia na apresentação de sessões plenárias. Já em 1996, inicia a expansão de sua grade de programas, alcançando 12 horas no ar. A partir do ano 2000 o canal se propôs a realizar uma ampla cobertura eleitoral no Estado, realizando tanto naquele ano, como em 2002, uma cobertura do processo eleitoral mineiro.

## Programação

### Transmissões ao vivo
As reuniões dos deputados estaduais em Plenário e em Comissões são transmitidas ao vivo e, quando impossível pela simultaneidade, gravadas para exibição subsequente. Quando estas reuniões se estendem, cancelam a exibição (ou transmissão) de qualquer outro programa, até que se encerrem: esse é um aspecto marcante da grade de programação das TVs legislativas. 

### Telejornal "Repórter Assembleia"
Telejornal das atividades parlamentares e da Assembleia Legislativa de Minas Gerais, exibido de segunda a sexta-feira, em duas edições ao vivo e reprises.

### Coleção "Memória & Poder"
Coleção de depoimentos biográficos gravados em vídeo (formato Betacam SP) pertencente ao acervo da TV Assembleia/Minas Gerais. Até o momento, estão catalogadas 131 entrevistas,

### Programação de Estúdio
A TV Assembleia (Minas Gerais) produz semanalmente três programas de estúdios (Assembleia Debate, Sala de Imprensa e Via Justiça) e diariamente outros dois (Panorama e Mundo Político), sempre com a presença de convidados. 
- Assembleia Debate: Dois a quatro convidados discutem um tema na presença de um mediador.
- Sala de Imprensa: Um convidado discute um tema com um ou dois jornalistas na presença de um mediador.
- Via Justiça: Programa feito em parceria com a
- Panorama: Programa diário matinal conduzido por um apresentador, com convidados, que repercute os temas em pauta no parlamento mineiro.
- Mundo Político: Programa diário noturno conduzido por um apresentador, com convidados, que repercute a agenda política mineira e nacional.

## Prêmios

### Prêmio Vladimir Herzog

#### Prêmio Vladimir Herzog de Documentário de TV
| Ano  | Obra                                                  | Veículo de mídia                       | Autor                   | Resultado |
| ---- | ----------------------------------------------------- | -------------------------------------- | ----------------------- | --------- |
| 2014 | "Na Lei ou Na Marra: 1964, um combate antes do golpe" | TV ALMG – Assembléia Legislativa de MG | Tatiane Fontes e Equipe | Venceu    |